# Zhang Ji (poète)
Dans ce nom chinois, le nom de famille, Zhang, précède le nom personnel.
Pour les articles homonymes, voir Zhang Ji et Zhang.
Zhāng Jì (chinois simplifié : 张继 ; chinois traditionnel : 張繼) est un poète chinois du VIIIe siècle (dynastie Tang) né à Xiangyang, dans la province de Hubei. Il avait également pour surnom (表示） ‘’‘Yìsūn‘’‘ (懿孙).

## Une œuvre célèbre

### Chinois traditionnel
楓橋夜泊
月落烏啼霜満天，
江楓漁火對愁眠。
姑蘇城外寒山寺，
夜半鐘声到客船。

### Chinois simplifié
枫桥夜泊
月落乌啼霜满天，
江枫渔火对愁眠。
姑苏城外寒山寺，
夜半钟声到客船。

### Pinyin
fēng qiáo yè bó
yuè luò wū tí shuāng mǎn tiān
jiāng fēng yǘ huǒ duì chóu mián
gū sū chéng wài hán shān sì　
yè bàn zhōng shēng dào kè chuán

### Traduction en français
Construit comme un haïku, ce poème est difficilement traduisible, chaque mot se juxtaposant sans syntaxe, évoquant par détails une nuit d’hiver passée près de l’actuelle Suzhou.

La nuit au « pont Erable »
La lune se couche, le corbeau croasse, l’air est rempli de givre.
Le long de la rivière les érables. Les feux des pêcheurs font face, une tristesse infinie m’empêche de dormir.
À  l’extérieur de la ville de Gushu (Suzhou), non loin du temple de Hanshan.
La cloche sonne au milieu de la nuit, je l’entends depuis le bateau où je séjourne.